# Stephanopachys dugesi
Stephanopachys dugesi är en skalbaggsart som beskrevs av Pierre Lesne 1939. Stephanopachys dugesi ingår i släktet Stephanopachys och familjen kapuschongbaggar. Inga underarter finns listade i Catalogue of Life.